# Киджи
Ки́джи (итал. Chigi) — род банкиров из средневековой Сиены, впоследствии примкнувший к «чёрной знати» и давший католической церкви несколько кардиналов и папу Александра VII.

## История
Древний итальянский род, происходящий из Сиены. Первоначально (с XIII века) семья банкиров, в 1377 году стала принадлежать к аристократии. Самой известной фигурой был банкир Агостино Киджи (1465—1520) прозванный «Великолепным», один из крупнейших покровителей Возрождения. Его спроектированная Рафаэлем гробница в римской церкви Санта-Мария-дель-Пополо — один из самых влиятельных образцов мемориальной скульптуры, послуживший образцом для сотен надгробных памятников в различных частях Европы, включая Россию.

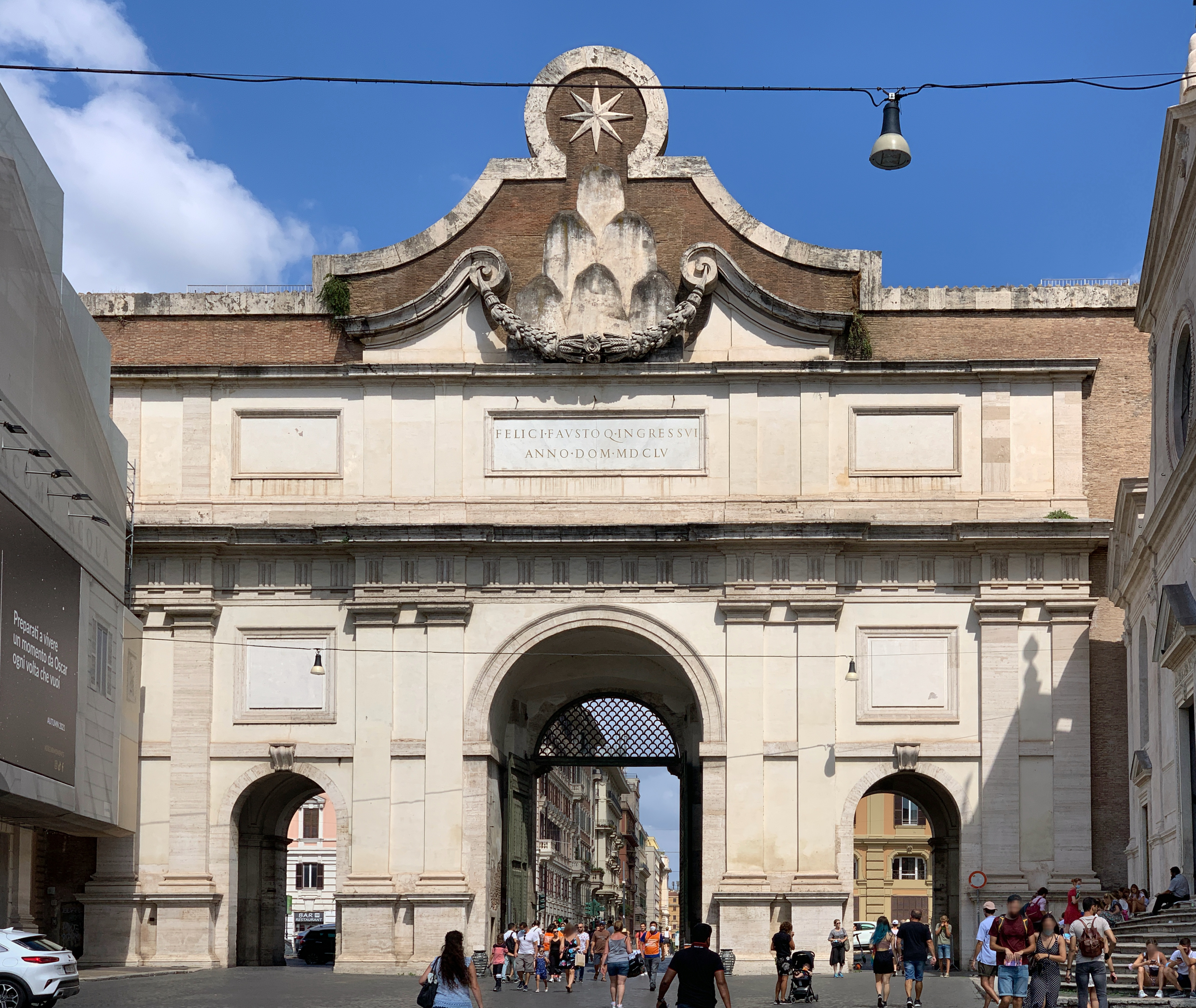
Знак рода Киджи на воротах Порта-дель-Пополо, установленный в 1655 году при папе Александре VII

После длительного периода отсутствия в политической и культурной жизни, семья достигла новой силы после избрания Папой Римским кардинала Фабио Киджи, правившего под именем Александра VII (1655—1667). У него было двое племянников — кардиналов: Флавио (1631—1693), основатель художественной коллекции семьи, и Сигизмондо (1649—1678), другой племянник Агостино (1634—1705) женился на Марии Вирджинии Боргезе, племяннице папы Павла V. Агостино в 1658 году получил титул принца Фарнезе, в 1659 году император Леопольд I пожаловал ему титул князя Священной Римской империи, в 1661 году титул принца ди Кампаньяно и в 1662 году герцога ди Аричча. Со второй половины XVII века род стал крупнейшим владельцем недвижимости, а с XIX века вошёл в пятерку крупнейших землевладельцев в Папской области.
В XVIII веке в доме Киджи появился ещё один кардинал Флавио II (1711—1771), рассматривавшийся на Конклаве 1769 года как один из вероятных кандидатов на папский престол. Крупной фигурой в XVIII веке был Сигизмондо Киджи (1735—1793), интеллектуал эпохи Просвещения и франкофил.
В XIX веке важным был брак Марио Киджи Альбани делла Ровере, князя Кампаньяно (1832—1914) c княжной Антуанеттой Сайн-Витгенштейн (1839—1918), внучке знаменитого полководца Российской империи генерал-фельдмаршала светлейшего князя Петра Христиановича Витгенштейна, «спасителя Санкт-Петербурга» в войне с Наполеоном, и дочери светлейшего князя Льва Петровича Витгенштейна и признанной красавицы Леониллы Ивановны Барятинской (1816—1918), дочери князя Ивана Ивановича Барятинского.
В XIX веке в семье Киджи появился последний кардинал Флавио III (1810−1885), Камерленго Коллегии кардиналов.

Одним из последних крупных представителей дома Киджи стал Людовико Киджи делла Ровере Альбани (1866—1951), Великий Магистр Мальтийского ордена. 

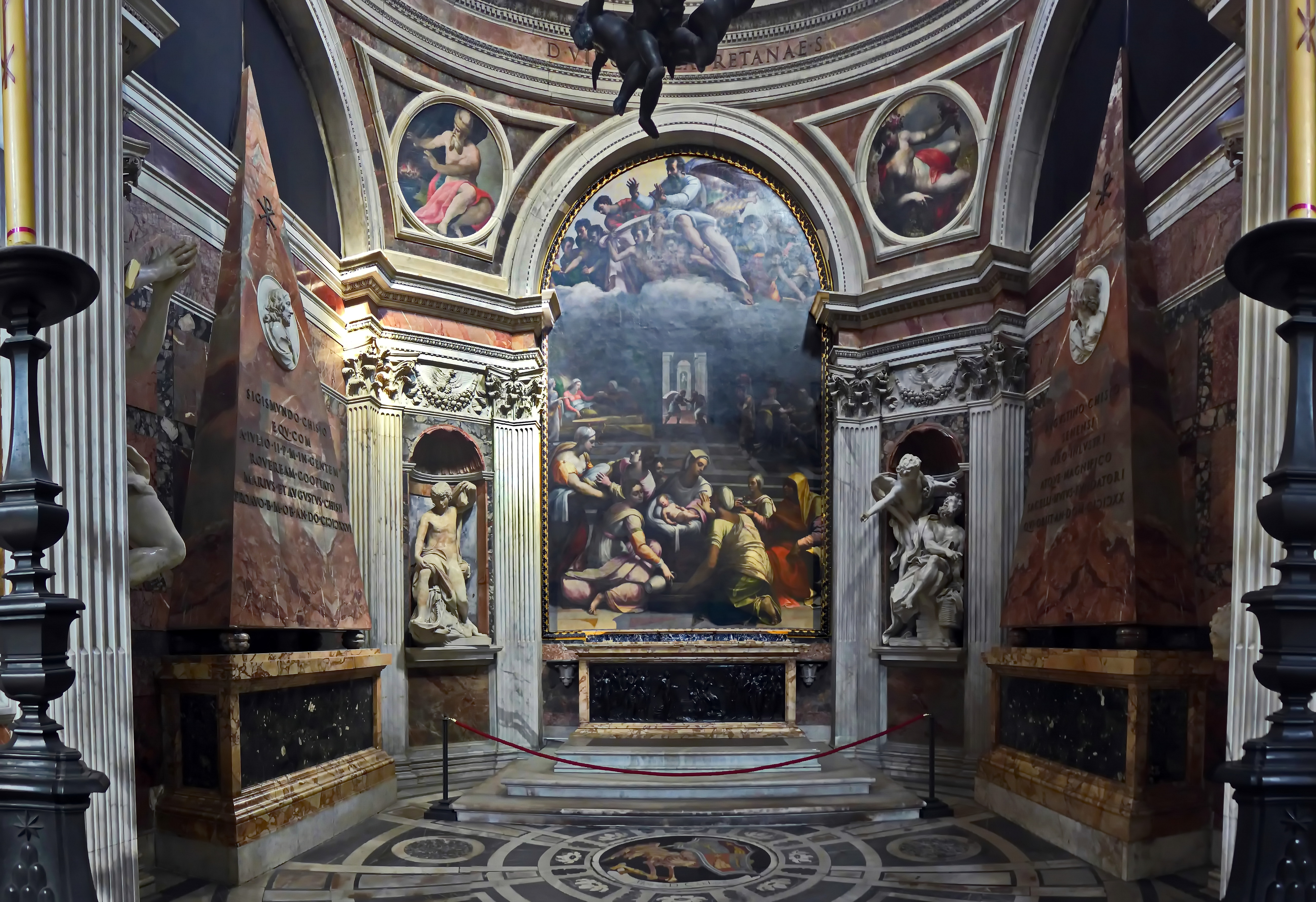
Капелла Киджи в церкви Санта-Мария-дель-Пополо спроектирована Рафаэлем

С 1712 до реформ папы Павла VI в XX веке, старший представитель семьи Киджи занимал важный пост Маршала Святой Римской Церкви и Священного Конклава. Последним маршалом был дон Сигизмондо Киджи (1894—1982), который женился на американской гражданке Мариан Берри (1901—1989).
Бенедетто Киджи, живший в XV веке, родоначальник ветви семьи Киджи из Сиены, самыми заметными представителями которого были: музыкант и политик Сципион (1584—1633) и Карло Коррадино (1802—1881), морской офицер Сардинии, а затем губернатор Эльбы (1840—1846), сенатор Итальянского королевства в 1860 году и контр-адмирал. От его сына Фабио (1848—1906) пошла ветвь Киджи-Сарачини-Лукарини. Граф Гвидо Киджи Сарачини (1880—1965) основал Музыкальную академию Киджи.
Кардинал Флавио Киджи, племянник папы Александра VII, оставил свои владения и титулы своему племяннику Бонавентуре (1693), основавшему ветвь Киджи-Зондадари из Сиены. Один из представителей этой ветви — маркиз Бонавентура Киджи Зондадари (1841—1908) был итальянским сенатором и депутатом.
От Франческо Киджи, брата Аугусто Великолепного, происходит ветвь Киджи-Монторо-Витербо.

Герб кардиналов из дома Киджи
Герб ветви Киджи Делла Ровере
Герб Александра VII